# Diastylis rostrata
Diastylis rostrata is een zeekommasoort uit de familie van de Diastylidae. De wetenschappelijke naam van de soort is voor het eerst geldig gepubliceerd in 1885 door Goodsir.